# 阿廖什金农村居民点
阿廖什金农村居民点（俄语：Алёшкинское сельское поселение）是俄罗斯联邦伏尔加格勒州切尔内什科夫斯基区所属的一个农村居民点。其下辖有1个居民点，行政中心为阿廖什金。据2016年统计，该农村居民点的人口为393人。